# Zvonečník hlavatý

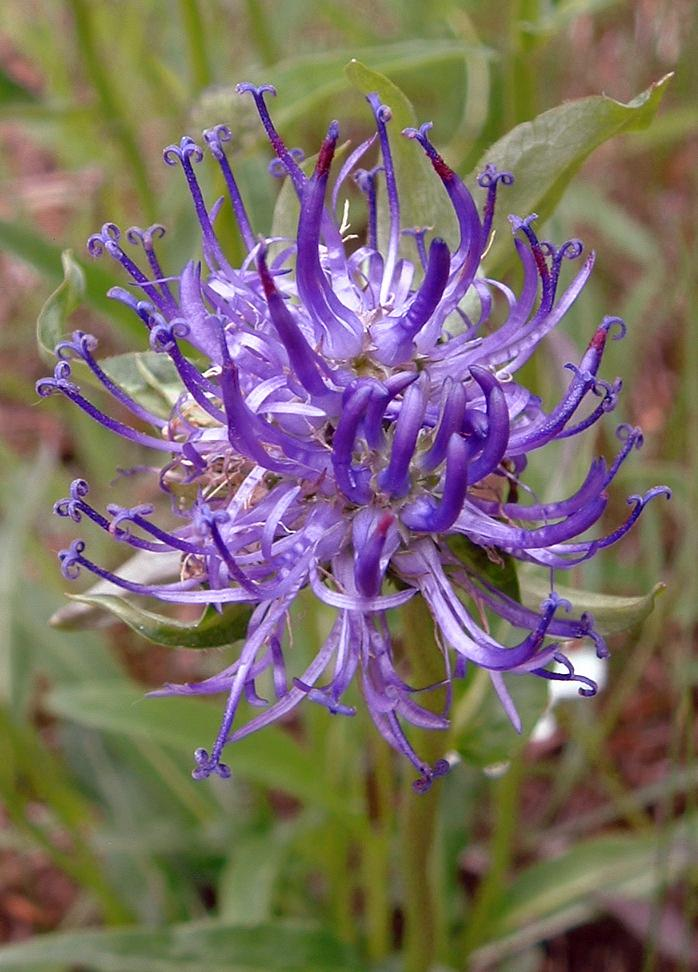
Hlávkovité květenství, horní květy ještě uzavřené, spodní rozkvetlé

Zvonečník hlavatý (Phyteuma orbiculare) je rychle mizející bylina se zajímavě utvářeným květenstvím, vzácně se vyskytující druh z rodu zvonečník.

## Výskyt
Rostlina je rozšířena výhradně v evropských zemích, kde vyrůstá od západní přes střední po Balkán a Pobaltí. Nejvíce se vyskytuje ve středoevropském alpsko-karpatské oblasti. Jeho areál výskytu se často nachází na vlhkých, mnohdy i dlouhodobě podmáčených stanovištích jako jsou slatiniště, otevřené horské louky, křovinaté i kamenité stráně a olšiny. Nejlépe se mu daří na půdě neutrální až bazické která je dostatečně zásobena minerálními látkami.
V České republice vyrůstá jen roztroušeně až vzácně, od nížin až do podhorských poloh (od 200 do 1500 m n. m.), nejčastěji na přiměřeně osluněných místech v mezofytiku v severních částech republiky. Ve vyšších horách jej lze spatřit i v nadmořské výšce 2500 m.

## Popis
Vytrvalá rostlina s nevětvenou dutou lodyhou dorůstající do výšky 10 až 25, ojediněle i 50 cm. Vyrůstá z tenkého nebo řepovitě ztlustlého dužnatého kořene, je přímá nebo vystoupavá a řídce olistěná. Přízemní růžice má listy s dlouhými řapíky které mají čepele kopinaté, vejčité nebo eliptické, u báze srdčité a na konci tupé nebo špičaté, po obvodě pilovité nebo vroubkované. Spodní listy lodyhy mají řapíky krátké nebo jsou zcela přisedlé, jejich čepele bývají kopinaté až eliptické, nepravidelně pilovité až celokrajné. Prostřední a horní listy se postupně zužují a zkracují. Nejhořejší jsou přisedlé a poloobjímavé, celokrajné nebo jen řídce zubaté. Někdy jsou lodyhy v horní části bez listů. Rostlina je hemikryptofyt, obnovovací pupen je těsně nad povrchem půdy.
Oboupohlavné, pětičetné proterandrické trubkovité květy, sedící v paždí malých listenců, vytvářejí konečná kulovitá květenství hlávky. Bývají 15 až 25 mm široké a z počátku jsou širší než vyšší. Zelené listeny vejčitě kopinatého tvaru vytvářející dokonalý zákrov jsou rozestálé nebo nazpět ohnuté, bývají stejně dlouhé nebo kratší než květy. Kališní lístky jsou úzce trojúhelníkovité nebo šídlovité. Koruna barvy sytě tmavě modré až modrofialové je hluboce pěticípá, korunní trubka je před rozkvětem silně zakřivená a postupně se vyrovnává. Korunní lístky jsou při počátku kvetení spojené asi v 1/3 u vrcholu, později se rozestupují a zůstávají spojené jen u báze. Volné nitky tyčinek jsou vespod rozšířené, prašníky jsou čárkovité, blizna je 2 až 3ramenná.
Květy rozkvétají v květnu až červenci, opylovány jsou hmyzem s dlouhými sosáky (motýli, čmeláci, včely). Plodem je třípouzdrá pukající kulovitá tobolka, s jedním otvorem v každém dílu, obsahující velké množství malých semen. Zvonečník hlavatý se rozmnožuje pouze generativně, tj. semeny.

## Ohrožení
Tento druh je v ČR výrazně na ústupu. Je to zapříčiněno hlavně zánikem jeho přirozených lokalit, které se přeměňují hlavně změnou péče o pozemky. Některá stanoviště byla požadavkem na novou půdu odvodněna a vysušena, jiná zase zánikem obhospodařování zarůstají vzrůstnými travinami nebo náletovými dřevinami.
Vyhláškou Ministerstva životního prostředí ČR č. 395/1992 Sb. ve znění vyhl. 175/2006 Sb. byl zvonečník hlavatý prohlášen rostlinou silně ohroženou.

## Taxonomie
Zvonečník hlavatý je morfologicky variabilní druh, hlavně co se týká rozměrů listů a listenů tvořících zákrov květenství a barevného odstínů květů. V České republice jsou u tohoto druhu rozlišovány tři poddruhy:
- Zvonečník hlavatý pravý (Phyteuma orbiculare L. subsp. orbiculare), silně ohrožený druh,
- Zvonečník hlavatý zprohýbaný (Phyteuma orbiculare L. subsp. flexuosum) R. Schulz, kriticky ohrožený druh,
- Zvonečník hlavatý horský (Phyteuma orbiculare L. subsp. montanum) R. Schulz, kriticky ohrožený druh.[1][5]

Toto rozdělení na poddruhy se převážně používá pouze v České republice a částečně na Slovensku, ve zbytku Evropy jen řídce.